# Mehrzweckfahrzeug (Feuerwehr)

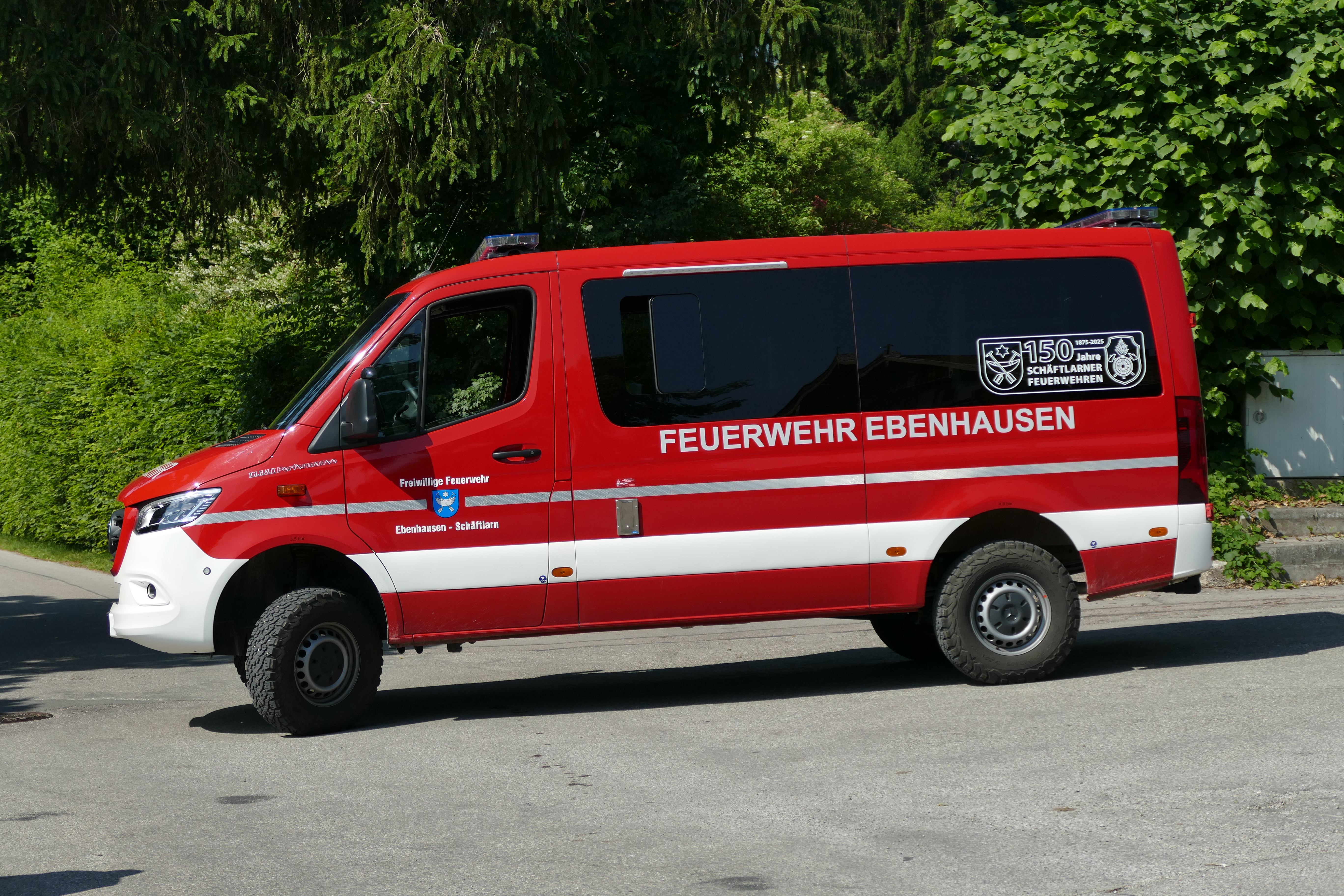
Mehrzweckfahrzeug der Freiwilligen Feuerwehr Ebenhausen-Schäftlarn, ausgestattet gem. Richtlinie des Bayerischen Innenministeriums

Unter einem Mehrzweckfahrzeug (MZF) versteht man ein Feuerwehreinsatzfahrzeug, das im Einsatzfall verschiedene Aufgaben wahrnehmen kann. Es ist mit dem Mannschaftstransportfahrzeug (MTF) (insbesondere dem MTF mit Ladefläche) verwandt, besitzt aber in aller Regel eine umfangreichere Beladung bzw. ist eher auf den Materialtransport ausgelegt.

## Ausführung im Bundesland Bayern
Das MZF ist in Bayern per Technischer Richtlinie des Innenministeriums festgeschrieben. Es besitzt eine umfangreiche Beladung für Kleineinsätze und dient der Einsatzleitung bei kleineren bis mittleren Einsätzen. Es verfügt mindestens über eine Staffelbesatzung (sechs Personen) und ist zudem in der Lage, weitere Einsatzmittel nach örtlichen Belangen zu transportieren. In Bayern stellt das MZF ein Standardfahrzeug für die meisten Feuerwehren in kleineren bis mittleren Ortschaften dar.

## Ausführung im Bundesland Rheinland-Pfalz
In Rheinland-Pfalz heißt das Fahrzeug „Mehrzwecktransportfahrzeug mit Ladehilfe“ und dient primär als flexibles Nachschubfahrzeug. Es ist nach der Technischen Richtlinie Nr. 5 des Landes Rheinland-Pfalz beschrieben.